# Leonard B. Thien
Leonard B. Thien (1938) es un profesor, botánico estadounidense .

## Biografía
En 1959 obtuvo su B.S. en botánica en la Southern Illinois University; en 1962 su M.S. en la Washington University, botánica; en 1968 su Ph.D. en la Universidad de California en Los Ángeles, en biología. A partir de 1981 es profesor de la Universidad Tulane.

## Algunas publicaciones
- 1998. “Cloning and sequence determination of the chloroplast psbA gene in Magnolia pyrimidata (Magnoliales; Magnoliaceae).” Con D. V. Jobes et al. DNA Sequence: The J. of DNA Sequencing and Mapping. 8 (6): 397-401
- 1998. “Lead isotopes in tree rings: Chronology of pollution in Bayou Trepagnier, Louisiana.” Con F. Marcantonio et al. Environmental Science and Technology. 32: 2371-2376
- 1997. “Distribution and differential expression of (E)-4,8-dimethyl-1,3,7-nonatriene in leaf and floral volatiles of Magnolia and Liriodendron taxa.” Con H. Azuma et al. J. of Chemical Ecol. 23 (11): 2467-2478
- 1997. “Ecological Status of Beaucarnea gracilis, an endemic species of the semiarid Tehuacan Valley, Mexico.” Con Yuria Cardel et al. Conservation Biology. 11 (2): 367-374
- 1996. “Dendrochronology and Heavy Metal Decomposition in Tree Rings of Bald Cypress.” Con S. D. Latimer et al. J. of Environmental Quality. 25: 1411-1419

### Libros
- 1982. The Woody Vegetation of Dzibilchaltun, a Maya Archaeological Site in Northwest Yucatan, Mexico. 24 pp. ISBN 978-0-939238-76-7

## Honores

### Eponimia
Especies (20 registros)
- (Orchidaceae) Alaticaulia thienii (Dodson) Luer[2]
- La abreviatura «Thien» se emplea para indicar a Leonard B. Thien como autoridad en la descripción y clasificación científica de los vegetales.[3]